# Fərid Məmmədov
Fərid Asif oğlu Məmmədov (ur. 30 sierpnia 1991 w Baku) – azerski piosenkarz, reprezentant Azerbejdżanu w 58. Konkursie Piosenki Eurowizji (2013).

## Życiorys

### Wczesne lata
Jest synem judoki i muzyka rockowego Asifa Məmmədova oraz gimnastyczki artystycznej Mayi Məmmədovej.
Studiuje na Państwowym Uniwersytecie Kultury i Sztuki w Azerbejdżanie. Trenuje wrestling i capoeirę.

### Kariera

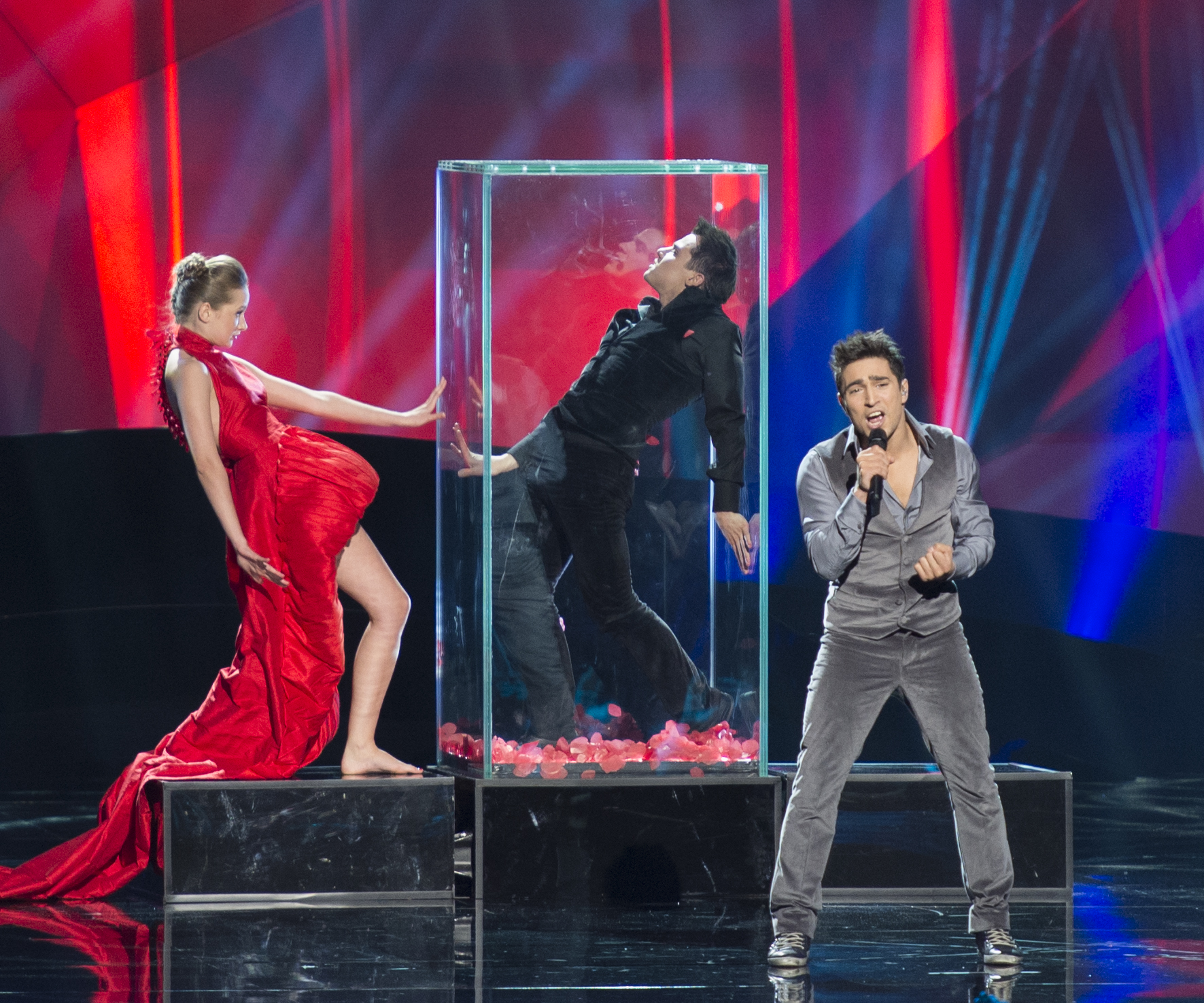
Fərid Məmmədov podczas prób do występu w 58. Konkursie Piosenki Eurowizji, maj 2013

Zaczął śpiewać w wieku ośmiu lat, inspirował się głównie repertuarem Steviego Wondera. Na początku kariery współpracował z zespołami Şərq ulduzları i Bülbüllər.
Jesienią 2012 wziął udział w międzynarodowym talent show Böyük Səhnə, gdzie poznał kompozytora Dimitrios Kontopulosa, który napisał dla niego utwór „Hold Me”. Zakwalifikował się do nim do finału azerskich eliminacji eurowizyjnych Milli seçim turu 2013. 14 marca wygrał finał selekcji, w którym pokonał pozostałych dziewięciu uczestników, dzięki czemu został wybrany na reprezentanta Azerbejdżanu w 58. Konkursie Piosenki Eurowizji organizowanym w Malmö. 16 maja wystąpił w drugim półfinale konkursu i z pierwszego miejsca awansował do finału rozgrywanego 18 maja. Zajął w nim drugie miejsce po zdobyciu 234 punktów, w tym m.in. maksymalnych not 12 punktów od Austrii, Bułgarii, Czarnogóry, Grecji, Gruzji, Izraela, Litwy, Malty, Rosji i Węgier.
W lipcu wydał singiel „K tebe”, napisany we współpracy z Zahrą Badalbeyli. We wrześniu 2014 wydał singiel „Adıma layıq”.

## Życie prywatne
W kwietniu 2016 wziął ślub.

## Dyskografia

### Single
- 2012 – „Gəl yanıma”
- 2013 – „İnan”
- 2013 – „Hold Me”
- 2013 – „K tebe”
- 2014 – „Adıma layıq”